# Guillaume-Amable Robert de Chevannes
Guillaume-Amable Robert de Chevannes fou un dels diputats dels Estats Generals francesos, que, el 20 de juny de 1789, van ser presents al jurament del jeu de paume.